# False Colors (film 1943)
False Colors è un film del 1943 diretto da George Archainbaud.
È un western statunitense con William Boyd, Andy Clyde e Jimmy Rogers. È uno degli oltre 60 film western facenti parte della serie con protagonista Hopalong Cassidy (interpretato da Boyd), personaggio creato dallo scrittore Clarence E. Mulford in una serie di racconti brevi e romanzi pubblicati a partire dal 1904.

## Produzione
Il film, diretto da George Archainbaud su una sceneggiatura di Bennett Cohen, fu prodotto da Harry Sherman tramite la Harry Sherman Productions e girato nei California Studios e nelle Alabama Hills a Lone Pine, in California, dal 30 marzo ai primi di aprile del 1943.

## Distribuzione
Il film fu distribuito negli Stati Uniti dal 5 novembre 1943 al cinema dalla United Artists.
Altre distribuzioni:
- in Portogallo il 10 luglio 1944 (O Homem Mascarado)
- in Svezia il 29 gennaio 1945 (Falska färger)
- in Danimarca il 13 maggio 1954 (Den kejthåndede bandit) (Dobbeltgængeren)
- in Danimarca il 1º luglio 1968 (redistribuzione)
- in Brasile (O Enganador)